# Каннский кинофестиваль 1946
1-й Каннский кинофестиваль 1946 года, проходивший с 20 сентября по 5 октября в Каннах, Франция. Данный Каннский фестиваль был не первым по счёту. Так, ещё перед началом Второй мировой войны была предпринята неудачная попытка провести дебютный фестиваль в сентябре 1939 года. Однако в связи с началом войны организаторы были вынуждены отказаться от его проведения. В итоге Каннский фестиваль стартовал через 7 лет. Первым в фестивальной программе был показан советский документальный фильм Юлия Райзмана «Берлин». В состав жюри было включено восемнадцать членов от каждой из делегаций, принимавших участие в кинофестивале. Согласно регламенту конкурса главный приз — «Первая международная премия» был вручён одиннадцати фильмам от различных стран. В целом наибольшее число наград получили фильмы из СССР.

## История
Дебютный Каннский кинофестиваль должен был пройти в сентябре 1939 года. Инициаторами создания фестиваля стали писатель и дипломат Филипп Эрланже, занимавший пост председателя «Французской ассоциации художественной деятельности» (фр. l'Association française d'action artistique), искусствовед и писатель Жорж Юисман, возглавлявший дирекцию изящных искусств (фр. direction générale des Beaux-arts) и министр образования Франции Жан Зе. 29 августа 1939 года во внеконкурсной программе был показан американский фильм «Горбун из Нотр-Дама». Однако открытие фестиваля было сорвано начавшейся в Европе Второй мировой войной и проведением всеобщей мобилизации во Франции.
Сразу после окончания Второй мировой войны Эрланже и Юисман предприняли попытку возобновить проведение кинофорума в Каннах. Сторонником фестиваля стал Жан Пенлеве, являвшийся генеральным директором кинокомитета Франции, участником Движения сопротивления и другом главы французского правительства Шарля де Голля. Инициаторы конкурса потребовали от французского правительства выполнения Генерального соглашения 1939 года об организации проведения кинофестиваля. Муниципалитет города Канны поддержал инициативу оргкомитета, но не смог обеспечить необходимых для кинофестиваля условий. Это было связано с тем, что на тот момент на территории Франции, и, в частности, на Лазурном берегу находились части британской и американской армий, которые занимали многочисленные помещения и создавали трудности для курортной инфраструктуры. Таким образом мэрия города не смогла обеспечить надлежащих условий для проведения международного кинофестиваля, и от этой идеи в 1945 году пришлось отказаться. Было решено провести его в следующем году, когда иностранные войска должны были покинуть страну.
Однако и в 1946 году организаторы столкнулись с целым рядом проблем, так как иностранные солдаты всё ещё находились во Франции, а роскошный курорт не сумел ещё восстановиться из-за послевоенных трудностей. Усилиями оргкомитета и ряда правительственных ведомств были предприняты меры к проведению фестиваля и в большинство стран-участниц ООН были направлены приглашения о проведении международного киноконкурса. Однако ещё за несколько месяцев до его начала представительность фестиваля вызывала большие опасения, так как к середине лета официально заявили о намерении принять участие только семь делегаций. 17 июля 1946 года было принято решение Политбюро ЦК ВКП(б) об участии в конкурсной программе картин из СССР и отправке во Францию соответствующей делегации, которую возглавил Михаил Калатозов, занимавший пост руководителя Главного комитета по производству художественных фильмов (в ранге замминистра кинематографии). Советская делегация состояла из режиссёров Фридриха Эрмлера, Сергея Юткевича, Александра Птушко и актёров Бориса Чиркова, Марины Ладыниной и Галины Водяницкой.
Несмотря на все трудности международное киномероприятие всё же состоялось. 18 сентября состоялись праздничная процессия под названием «Битва цветов» в ходе которого участники соревновались в показе украшенных цветами колесниц, олицетворявших страну или компанию, участвующие в фестивале. Также в ходе фестиваля состоялись факельные шествия, показы мод, фейерверки, в море были размещены рекламные фестивальные плоты, а в саду перед Гранд-отелем были проведены показательные выступления танцоров балета. Дирекция позаботилась об удобствах участников и гостей. Так, для размещения членов делегаций и гостей фестиваля были бесплатно отведены номера в отелях города, а специальные поезда-экспрессы маршрута Париж — Канны бесплатно членов-участников фестиваля.
19 сентября состоялось первое заседание жюри, на котором был избран президиум конкурса. Торжественное открытие состоялось 20 сентября 1946 года. В конкурсе приняли участие 44 полнометражных и 68 короткометражных фильмов, фестиваль посетили около полутора тысячи гостей, было аккредитовано 300 журналистов, на нём побывали шесть французских министров, а также множество дипломатов из различных стран. Такие страны как Аргентина, Чили и Норвегия прислали свои делегации, однако картин для участия в конкурсе не представили. Первым в фестивальной программе был показан советский документальный фильм Юлия Райзмана «Берлин», который с большим успехом был принят зрителями и критикой.
В состав жюри было включено восемнадцать членов от каждой из делегаций, принимавших участие в кинофестивале. От СССР честь представлять страну в жюри было доверено режиссёру и актёру Сергею Герасимову. Делегации старались представить свои фильмы наилучшим образом. Это достигалось путём рекламы, размещения информационных стендов, издания брошюр о фильмах и т. д. Как вспоминал Калатозов, страны пытались задобрить жюри и влиятельных гостей фестиваля различными способами, а наиболее действенной из таких форм считалось проведение торжественных приёмов: «Каждая страна старалась устроить наилучший приём, наиболее роскошно и интересно обставленный. Приёмы подробно описывались прессой, в результате чего уровень приёма определял в известной мере авторитет его устроителей». Согласно регламенту конкурса главный приз — «Первая международная премия» был вручён одиннадцати фильмам. Это было связано с характером первых кинофестивалей в Каннах, которые первоначально скорее представляли собой международные смотры, место встречи кинематографистов разных стран, чем действительно конкурс. В этот период организаторы и жюри фестиваля стремились наградить практически каждый фильм заявленный в программу, и в связи с этим, зачастую, вручались призы выходящие за рамки предусмотренные регламентом. По итогам фестиваля, после напряжённого тридцатишестичасового рассмотрения международным жюри наибольшее число призов получили картины из СССР (восемь премий — одна национальная, шесть международных и «Премия Мира»). Ещё пять наград достались кинематографистам Франции, по три — из США и Чехословакии, а остальные десять стран-участников были удостоены по одной национальной премии.

## Жюри
В состав жюри было включено 18 членов. В него входили представители от каждой из делегаций, принимавших участие в кинофестивале.  
- Жорж Юисман (Франция) — председатель
- Ирис Барри (США)
- Больё (Канада)
- Антонин Броусил (Чехословакия)
- Й. Х. Й. Де Йонг (Нидерланды)
- Дон Тудор (Румыния)
- Самуэль Финдлатер (Великобритания)
- Сергей Герасимов (СССР)
- Ян Корнголд (Польша)
- Домингос Маскаренас (Португалия)
- Хуго Мауэрхофер (Швейцария)
- Филиппо Меннини (Италия)
- Мольтке-Хансен (Норвегия)
- Фернан Риго (Бельгия)
- Челль Стромберг (Швеция)
- Родольфо Усильи (Мексика)
- Юссеф Вахби (Египет)
- Хельга Уоберг (Дания)

## Конкурс полнометражных фильмов
| Название                    | Оригинальное название        | Режиссёр                                                           | Страна           |
| --------------------------- | ---------------------------- | ------------------------------------------------------------------ | ---------------- |
| Анна и король Сиама         | Anna and the King of Siam    | Джон Кромвелл                                                      | США              |
| Короткая встреча            | Brief Encounter              | Дейвид Лин                                                         | Великобритания   |
| Цезарь и Клеопатра          | Caesar and Cleopatra         | Гэбриел Паскаль                                                    | Великобритания   |
| Человек №217                | Человек №217                 | Михаил Ромм                                                        | СССР             |
| Красные луга                | De røde Enge                 | Бодил Ипсен Лау Лауритцен-младший                                  | Дания            |
| Последний шанс              | Die Letzte Chance            | Леопольд Линдтберг                                                 | Швейцария        |
| Мирская жизнь               | Dunia                        | Мохаммед Карим                                                     | Египет           |
| Газовый свет                | Gaslight                     | Джордж Кьюкор                                                      | США              |
| Гильда                      | Gilda                        | Чарльз Видор                                                       | США              |
| Глинка                      | Глинка                       | Лев Арнштам                                                        | СССР             |
| Белый клык                  | Белый клык                   | Александр Згуриди                                                  | СССР             |
| Бессмертник снегов          | Floarea reginei              | Пауль Кэлинеску                                                    | Румыния          |
| Бандит                      | Il bandito                   | Альберто Латтуада                                                  | Италия           |
| Каменный цветок             | Каменный цветок              | Александр Птушко                                                   | СССР             |
| Битва на рельсах            | La Bataille du rail          | Рене Клеман                                                        | Франция          |
| Красавица и чудовище        | La belle et la bête          | Жан Кокто                                                          | Франция          |
| Пасторальная симфония       | La symphonie pastorale       | Жан Деланнуа                                                       | Франция          |
| Благонадёжный папаша        | Le pêre tranquille           | Рене Клеман                                                        | Франция          |
| Возвращение любви           | Un revenant                  | Кристиан-Жак                                                       | Франция          |
| Три мушкетёра               | Los tres mosqueteros         | Мигель М. Дельгадо                                                 | Мексика          |
| Сыграй мою музыку           | Make Mine Music              | Боб Кормак Клайд Джероними Джек Кинни Хэмильтон Ласки Джошуа Мидор | США              |
| Мария Канделария            | María Candelaria             | Эмилио Фернандес                                                   | Мексика          |
| Люди без крыльев            | Muži bez křídel              | Франтишек Чап                                                      | Чехословакия     |
| Город в долине              | नीचा नगर                       | Четан Ананд                                                        | Британская Индия |
| Шаловливый бакалавр         | Nezbedný bakalár             | Отакар Вавра                                                       | Чехословакия     |
| Дурная слава                | Notorious                    | Альфред Хичкок                                                     | США              |
| Родина                      | Patrie                       | Луи Дакен                                                          | Франция          |
| Рапсодия в голубых тонах    | Rhapsody in Blue             | Ирвинг Раппер                                                      | США              |
| Рим, открытый город         | Roma Citta Aperta            | Роберто Росселини                                                  | Италия           |
| Потерянный уик-энд          | The Lost Weekend             | Билли Уайлдер                                                      | США              |
| Седьмая вуаль               | The Seventh Veil             | Комтон Беннет                                                      | Великобритания   |
| Один день в жизни           | Un giorno nella vita         | Алессандро Блазетти                                                | Италия           |
| Великий перелом             | Великий перелом              | Фридрих Эрмлер                                                     | СССР             |
| Чудо-человек                | Wonder Man                   | Х. Брюс Хамберстоун                                                | США              |
| Здравствуй, Москва!         | Здравствуй, Москва!          | Сергей Юткевич                                                     | СССР             |
| Зоя                         | Зоя                          | Лев Арнштам                                                        | СССР             |
| Ирис и лейтенант            | Iris och löjtnantshjärta     | Альф Шёберг                                                        | Швеция           |
| Любовники в бегах           | Amanti in fuga               | Джакомо Джентиломо                                                 | Италия           |
| Кровь и огонь               | Blod och eld                 | Андерс Хенриксон                                                   | Швеция           |
| Письмо покойного            | Brevet fra afdøde            | Йохан Якобсен                                                      | Дания            |
| Камоэнс                     | Camões                       | Жозе Лейтан ди Барруш                                              | Португалия       |
| Несчастья господина Травета | Le Miserie del Signor Travet | Марио Сольдати                                                     | Италия           |
| Пленённое сердце            | The Captive Heart            | Бэзил Дирден                                                       | Великобритания   |
| Магический смычок           | The Magic Bow                | Бернард Ноулз                                                      | Великобритания   |
| Три дня без Бога            | Três Dias Sem Deus           | Барбара Виргиния                                                   | Португалия       |

## Победители

### Полнометражные фильмы
Главный приз кинофестиваля был разделён между одиннадцатью полнометражными фильмами, участвующими в конкурсе. Среди получивших награду не оказалось конкурсантов представляющих Египет, Португалию и Румынию.
- Большой приз фестиваля:
  - Ирис и лейтенант, режиссёр Альф Шёберг
  - Мария Канделария, режиссёр Эмилио Фернандес
  - Великий перелом, режиссёр Фридрих Эрмлер
  - Короткая встреча, режиссёр Дэвид Лин
  - Последний шанс, режиссёр Леопольд Линдберг
  - Потерянный уик-энд, режиссёр Билли Уайлдер
  - Красные луга, режиссёры Бодил Ипсен и Лау Лауритцен-младший
  - Люди без крыльев, режиссёр Франтишек Чап
  - Рим, открытый город, режиссёр Роберто Росселлини
  - Пасторальная симфония режиссёр Жан Деланнуа
  - Город в долине, режиссёр Четан Ананд
- Приз международного жюри: Битва на рельсах, режиссёр Рене Клеман
- Серебряная премия за лучшую мужскую роль: Рэй Милланд в фильме Потерянный уик-энд
- Серебряная премия за лучшую женскую роль: Мишель Морган в фильме Пасторальная симфония
- Лучший режиссёр: Рене Клеман, фильм Битва на рельсах
- Лучшая работа оператора: Габриэль Фигероа, фильм Мария Канделария и Три мушкетёра
- Лучший анимационный фильм: Сыграй мою музыку
- Лучшее использование цвета: Каменный цветок
- Премия мира: Последний шанс
- Приз международной ассоциации кинокритиков (ФИПРЕССИ): 
  - Конкурсный фильм — Короткая встреча, режиссёр Дэвид Лин
  - Внеконкурсный фильм — Фарребик, или Времена года, режиссёр Жорж Рукье

### Короткометражные фильмы
- Приз за лучший документальный фильм: Тени на снегу (Skuggor över snön), режиссёр Арне Суксдорф
- Приз за лучший научно-популярный фильм: Солнечное племя, режиссёр Андрей Винницкий
- Приз за лучший учебный фильм: Соляные копи Велички (Wieliczka), режиссёр Ярослав Брожовский
- Приз за лучший мультипликационный фильм: Разбойники и животные (Zvířátka a petrovští), режиссёр Иржи Трнка
- Приз за лучший оригинальный сценарий: Рождественский сон (Vánocní sen), режиссёры Борживой и Карел Земаны
- Приз за лучший актуальный репортаж, Премия мира: Молодость нашей страны, режиссёры Сергей Юткевич, Иосиф Посельский, Ирина Венжер